# Goldene Latinität
Goldene Latinität ist eine in der Klassischen Philologie noch heute gelegentlich verwendete Bezeichnung für die Literaturepoche des Zeitraums von ca. 60 v. Chr. bis 40 n. Chr., in der die römische Dichtung und Prosa, wie man lange annahm, sowohl inhaltlich als auch sprachlich und formal die Stufe ihrer höchsten, klassischen Vollendung erreicht habe. Zu den Autoren dieser Epoche zählen unter anderem Cicero, Caesar, Sallust, Livius sowie Vergil und Horaz und Ovid, mit dem diese Literaturepoche endete.

## Nachfolgeepochen
Das Gegenstück zur Goldenen Latinität bildet die nachfolgende Epoche der Silbernen Latinität, in der, so die traditionelle Annahme, bereits eine Vergröberung der Inhalte und teils auch ein Absinken des sprachlichen Niveaus, durch eindringende Elemente der Umgangssprache bei gleichzeitiger Neigung zu Manierismen, zu bemerken seien, die aber ebenfalls noch sehr bedeutend und vorbildlich gewesen sei. Zu den Autoren dieser Epoche zählt man unter anderem Seneca, Lucan, Statius, Plinius den Jüngeren, Juvenal, Martial, Phaedrus und Tacitus, wobei letzterer wegen seines sehr individuellen Sprachstils eine Ausnahmeerscheinung darstellt. Als letzter Autor dieser Epoche gilt traditionell Apuleius (gestorben um 170 n. Chr.).
Auf die Silberne Latinität folgt der Übergang zur lateinischen Literatur der Spätantike (3. bis 6. Jahrhundert), in der sich der sprachliche Ausdruck in Wortschatz, Grammatik und rhetorischen Formen immer mehr von dem klassischen Ideal des ciceronianischen Stils entfernte. Heute allerdings wird die Qualität spätlateinischer Autoren wie Ammian, Claudian, Augustinus oder Gorippus deutlich höher geschätzt als früher.

## Kritik
Die Unterteilung in „Goldene“ und „Silberne“ Latinität spiegelt daher einen Ansatz der Beschäftigung mit der antiken Literatur wider, der heute als überholt gilt: Dahinter steht eine Dekadenzvorstellung, die eine bestimmte Stufe der sprachlichen Entwicklung zum Ideal erhebt und alle Abweichungen und folgenden Veränderungen als Niedergang interpretiert. Diese Denkweise ist im Grunde bereits antik, da sich schon ab der Hohen Kaiserzeit (2. Jahrhundert) viele römische Autoren an Cicero, Caesar und Vergil orientierten, wird aber nach Ansicht heutiger Forscher der lateinischen Literatur sowie dem Charakter einer jeden Sprache, die stetem Wandel unterliegt, nicht gerecht.